# Маркосян, Вреж Варанцовович
Вреж Варанцовович Маркосян (15 марта 1950, Апаран, Армянская ССР, СССР — 12 января 2023) — армянский государственный деятель, депутат Национального Собрания (2012—2017).

## Биография
Родился 15 марта 1950 г. в Апаране.
Окончил экономический факультет Армянского сельскохозяйственного института, экономист-бухгалтер (1972).
Послужной список:
- 1972—1973 — ревизор в Министерстве финансов Армянской ССР;
- 1973—1974 — служа в Советской Армии.
- 1974—1976 — старший оперуполномоченный отдела внутренних дел г. Апаран;
- 1976—1991 — товаровед, начальник отдела снабжения, директор типографии, директор издательства ЦК Коммунистической партии Армении;
- 1997—2012 — генеральный директор ЗАО "Издательство «Тигран Мец».

6 мая 2012 года избран депутатом Национального Собрания по избирательному округу N14 от Республиканской партии Армении. В 2017 году сложил полномочия.
Награжден высшей наградой Армянской Апостольской Церкви орденом «Сурб Григор Лусаворич» (2006), медалью «За заслуги перед Отечеством» II степени (2010).
В апреле 2022 года стал фигурантом уголовного дела о злоупотреблении должностными полномочиями, по которому проходил вместе с бывшим прокурором Агваном Овсепяном.
Обвинялся в том, что по принуждению последнего в 2017 году оформил дарственную на 3 га муниципальной территории общей стоимость в 672,4 млн драмов ($1,2млн) на имя сына экс-генпрокурора Армена Овсепяна.
В августе 2022 года его дело было выделено в отдельное производство, 16 сентября суд признал Маркосяна виновным, он был осужден на 5 лет 4 месяца лишения свободы. Учитывая возраст — 72 года, и то, что он признал свою вину, в его отношении была применена амнистия.
Умер 12 января 2023 года после тяжёлой продолжительной болезни.